# جون ويلسون (طبال)
جون ويلسون (بالإنجليزية: John Wilson)‏ هو طبال بريطاني، ولد في 3 ديسمبر 1947 في بلفاست في المملكة المتحدة.

## وصلات خارجية
- جون ويلسون على موقع IMDb (الإنجليزية)
- جون ويلسون على موقع ميوزك برينز (الإنجليزية)
- جون ويلسون على موقع ديسكوغز (الإنجليزية)